# Fastkurspolitik
Fastkurspolitik er betegnelsen for den politik, hvorigennem centralbanker søger at fastholde den indbyrdes handelsværdi mellem deres og andre landes valutaer. Danmark fører således fastkurspolitik, hvor kursen over for euroen fastholdes tæt ved forholdet 746,038 kroner pr. 100 euro. Fastkurspolitik opretholdes dels ved interventioner på valutamarkedet, hvor de involverede centralbanker kan købe og sælge egen valuta for at påvirke kursforholdet, og dels ved om nødvendigt at hæve og sænke de pengepolitiske renter for enten at stimulere udenlandsk kapitalindstømning til landet og dermed styrke valutakursen (ved en rentestigning)  eller det modsatte (ved en rentesænkning).
Ofte vil en fastkurspolitik blive tilrettelagt efter en aftale mellem de involverede centralbanker om i givet fald at foretage gensidige støtteopkøb og -salg af valuta for dermed at sikre, at kursen bliver inden for et ønsket udsvingsbånd. Danmarks fastkurspolitik er således fastlagt i det såkaldte ERM II-samarbejde.

## Historisk udvikling
Fastkurspolitik var tidligere det helt dominerende valutakurssystem blandt alle verdens lande, således både i tiden med en fælles guldstandard, som var det almindelige i perioden fra 1870 til 1930'erne, og i tiden med Bretton Woods-systemet for de vestlige lande fra 1944 til begyndelsen af 1970'erne. Derefter fulgte en periode i Europa med forskellige valutakurssamarbejder (f.eks. Det Europæiske Monetære System eller EMS'en), men også i flere lande, således Danmark og Sverige, gentagne devalueringer, hvor man ganske vist holdt fast i princippet om på hvert tidspunkt at fastholde et bestemt kursforhold over for andre valutaer, men ændrede den konkrete kurs, man styrede efter. Adfærden omtales ofte som "faste, men justerbare kurser".
En række europæiske lande tog i 1990'erne den yderste konsekvens af fastkurspolitikken og lod deres valutaer afløse af den ny fælles valuta euroen, mens de fleste øvrige lande i Europa, der før havde deltaget i et fastkurssamarbejde, gik over til at lade deres valutaer flyde frit. Det gælder således Storbritannien, Sverige og Norge. Disse lande 
styrer i dag deres pengepolitik i forhold til et selvstændigt inflationsmål, hvilket implicerer, at valutakursen samtidig vil flyde i forhold til samhandelslandenes valutaer.
I dag er Danmark det eneste tilbageværende OECD-land, som fører en traditionel fastkurspolitik, mens stort set alle andre OECD-lande enten lader deres valuta flyde frit, så valutamarkederne bestemmer kursen, eller har opgivet deres egen selvstændige valuta og tilsluttet sig euroområdet.

## Konsekvenser af fastkurspolitik
Det er en fordel ved en troværdig fastkurspolitik, at den i sagens natur fjerner valutarisikoen for virksomheder, der handler mellem de pågældende lande. Dermed kan den stimulere samhandlen. 
Fører et land fastkurspolitik, må det samtidig nødvendigvis på længere sigt have den samme inflation som de lande, der føres fastkurspolitik i forhold til. Er der tillid til, at inflationsniveauet hos de pågældende valutapartnere er lavt og stabilt, vil fastkurspolitikken dermed være en måde at sikre den samme lave og stabile inflation på. Dette forhold har været en vigtig bevæggrund for den danske fastkurspolitik i forhold til først D-marken og senere euroen.
Omvendt er det en omkostning, at centralbanken i et land, der fører fastkurspolitik, ikke samtidig kan forfølge andre mål i pengepolitikken. Centralbanken har dermed ikke mulighed for at tilrettelægge sin politik direkte ud fra de indenlandske konjunkturer og kan i modsætning til et land med flydende valutakurser ikke hjælpe med en konjunkturstabiliserende politik.
Fastkurspolitik er desuden sårbar over for valutaspekulation, hvis denne sigter mod at destabilisere det faste kursforhold, noget som både Storbritannien og Sverige var ofre for, da de førte fastkurspolitik. 

## Konsekvent dansk fastkurspolitik fra 1982
Det var Regeringen Poul Schlüter I der i 1982 afskrev muligheden for aktivt at bruge devalueringer og revalueringer og dermed indførte den  såkaldte "konsekvente fastkurspolitik" i 1982. Kronen blev dog også efterfølgende flere gange nedskrevet over for D-mark. Det skete i forbindelse med de dengang ret hyppige justeringer, som fandt sted i det gamle Europæiske Monetære System (EMS), der havde ECU'en – forløberen for euro – som sin grundpille. Så det var først efter 1986, at den danske krone blev låst mere permanent fast, først over for D-marken og siden 1. januar 1999 over for euroen, med et udsvingsbånd på +/-2,25 % i henhold til ERM II. 

### Dansk kurspolitik efter finanskrisen 2007-08
Under finanskrisens indledende forløb besluttede Danmarks Nationalbank at hæve renten, og den var ultimo 2008 ca. 1,25 procentpoint over de 15 eurolandes renteniveau. Den danske merrente hæmmede i nogen grad den økonomiske aktivitet, omend langt fra i samme omfang som den krise, flere lande i eurozonen samtidig oplevede. Nogle af Danmarks største samhandelspartnere som Sverige, Storbritannien, Norge og USA og stribevis af andre lande gik den stik modsatte vej. De sænkede deres renter, i takt med at inflationen raslede ned (se bl.a Forbrugerprisindeks) på grund af den økonomiske krise. Danmarks Nationalbanks beslutning gav anledning til kritik fra kommentatorer, der ønskede at gøre den danske krone flydende ligesom den svenske, britiske, norske og amerikanske, - noget som ville kunne sænke renten og gøre danske varer billigere på Danmarks hovedmarkeder for dermed at styre dansk økonomi mere forsigtigt gennem den nedtur, som i slutningen af 2008 tegnede sig.